# George Avery (Leichtathlet)
George Avery (George Gordon Avery; * 11. Februar 1925 in Moree, New South Wales; † 22. September 2006 in Woonona, New South Wales) war ein australischer Dreispringer.

## Leben
1948 wurde er australischer und britischer Meister und gewann bei den Olympischen Spielen in London mit seiner persönlichen Bestleistung von 15,365 m die Silbermedaille hinter dem Schweden Arne Åhman (15,40 m) und vor dem Türken Ruhi Sarıalp (15,025 m). Im Jahr darauf wurde er nationaler Vizemeister.
1948 und 1949 wurde er außerdem australischer Meister im Weitsprung.
Zu den Olympischen Sommerspielen 2012 nahm seine Tochter Robyn Glynn die Asche ihres verstorbenen Vaters mit und verstreute sie über den Anlauf der Dreisprunganlage. Sie sagte, die Familie hätte im Jahre 2000 entschieden, ihren Vater zu den Olympischen Spielen zurückzubringen.